# Сосенки (деревня, Москва)
Сосенки — деревня в Новомосковском административном округе Москвы (до 1 июля 2012 года была в составе Ленинского района Московской области). Входит в состав района Коммунарка.

## Население
| 1859 | 1890 | 1899 | 1926 | 2002 | 2006 | 2010 |
| ---- | ---- | ---- | ---- | ---- | ---- | ---- |
| 426  | ↗434 | ↗439 | ↘438 | ↘163 | ↗165 | ↗631 |

Согласно Всероссийской переписи, в 2002 году в деревне проживало 163 человека (66 мужчин и 97 женщин).

## География
Деревня Сосенки находится на реке Сосенке бассейна Пахры, в северо-восточной части Новомосковского административного округа, примерно в 24 км к юго-западу от центра города Москвы и 7 км к юго-востоку от центра города Московский на Калужском шоссе А130.
В 7 км к северу от деревни проходит Киевское шоссе М3, в 6 км к северо-востоку — Московская кольцевая автодорога, в 8 км к востоку — линия Курского направления Московской железной дороги. Ближайшие населённые пункты — деревни Макарово и Прокшино.
В деревне десять улиц — Березовая, Кедровая, Кленовый переулок, Лесная, Ольховая, Ореховая, Рябиновая, Сосновая, Тенистая и Ясеневая.

## История
Село, прежде называвшееся Соснино, упоминается в писцовых книгах 1627 года:

…сельцо, на рѣчкѣ Сосенкѣ, усть рѣчки Вздери ноги, — вотчина Симонова монастыря, въ сельцѣ дворъ монастырскій, въ которомъ жилъ старецъ и монастырскіе дѣтеныши, да крестьянъ и бобылей 10 дворовъ…— Исторические материалы о церквах и сёлах XVI—XVIII ст.
Около 1672 года в сельце была построена деревянная церковь Казанской иконы Божией Матери.
В 1772 вместо старой церкви был построен новый деревянный храм во имя Успения Божией Матери. В 1887—1897 годах на его месте был построен каменный Успенский храм в русском стиле по проекту архитектора С. К. Тропаревского.
В «Списке населённых мест» 1862 года Соснино — владельческое и казённое село 1-го стана Подольского уезда Московской губернии на старокалужском тракте, в 16 верстах от уездного города и 30 верстах от становой квартиры, при реке Сосенке и колодцах, с 57 дворами, православной церковью и 426 жителями (201 мужчина, 225 женщин).
По данным на 1890 год — село Десенской волости Подольского уезда с 434 жителями, имелась земская школа, располагалась квартира урядника.
В 1913 году — 61 двор, земское училище, казённая винная лавка.
По материалам Всесоюзной переписи населения 1926 года — центр Сосенского сельсовета Десенской волости Подольского уезда в 8,5 км от станции Бутово Курской железной дороги, проживало 438 жителей (201 мужчина, 237 женщин), насчитывалось 86 крестьянских хозяйств, имелись школа и изба-читальня.
С 1929 до 2012 гг. — населённый пункт Московской области в составе Красно-Пахорского района (1929—1946); Калининского района (1946—1957); Ленинского района (1957—1960, 1965—2012); Ульяновского района (1960—1963); Ленинского укрупнённого сельского района (1963—1965).
С 2012 года — в составе города Москвы.
В 1930-х годах сельская церковь была закрыта. В 1990-х годах храм передали Православной церкви, освятили в честь Казанской иконы Божией Матери, начались восстановительные работы.

## Достопримечательности
- Казанская церковь[17].
- Памятник жителям села, погибшим в Великой Отечественной войне[17].
- Дача, на которой жил и работал М. И. Калинин, — памятник истории регионального значения[18].